# 타우포 화산지대

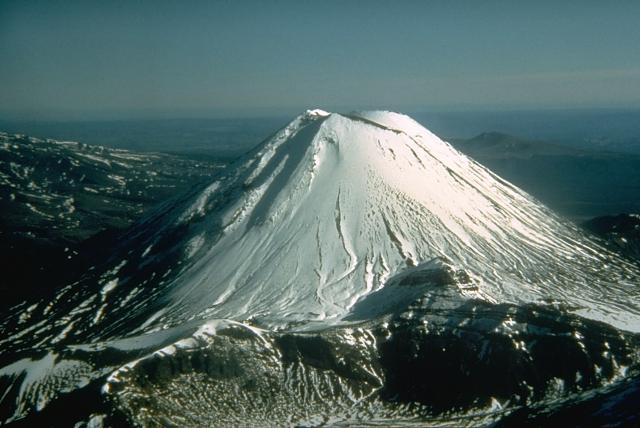
나우루호에산

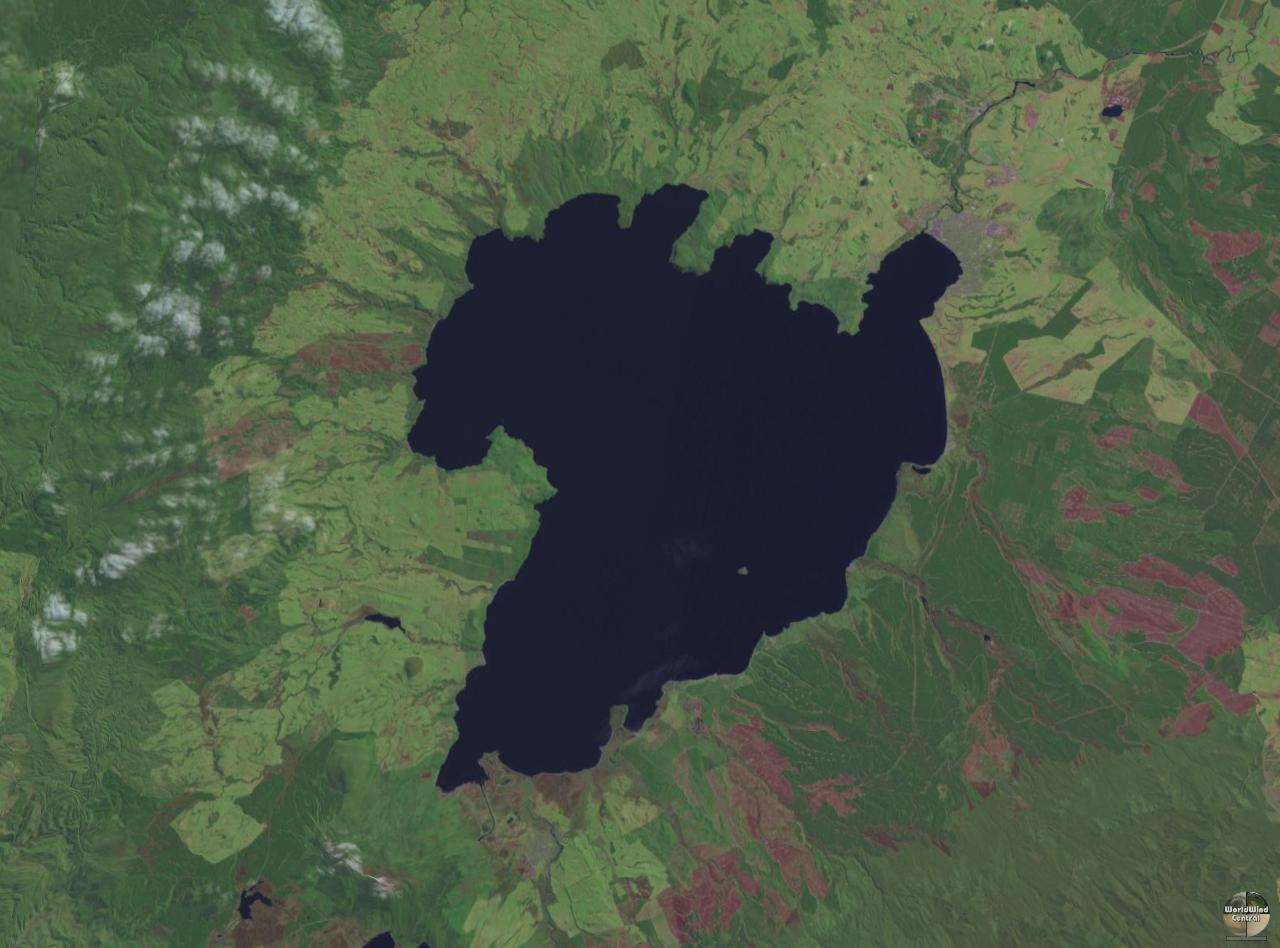
타우포 호수의 위성사진

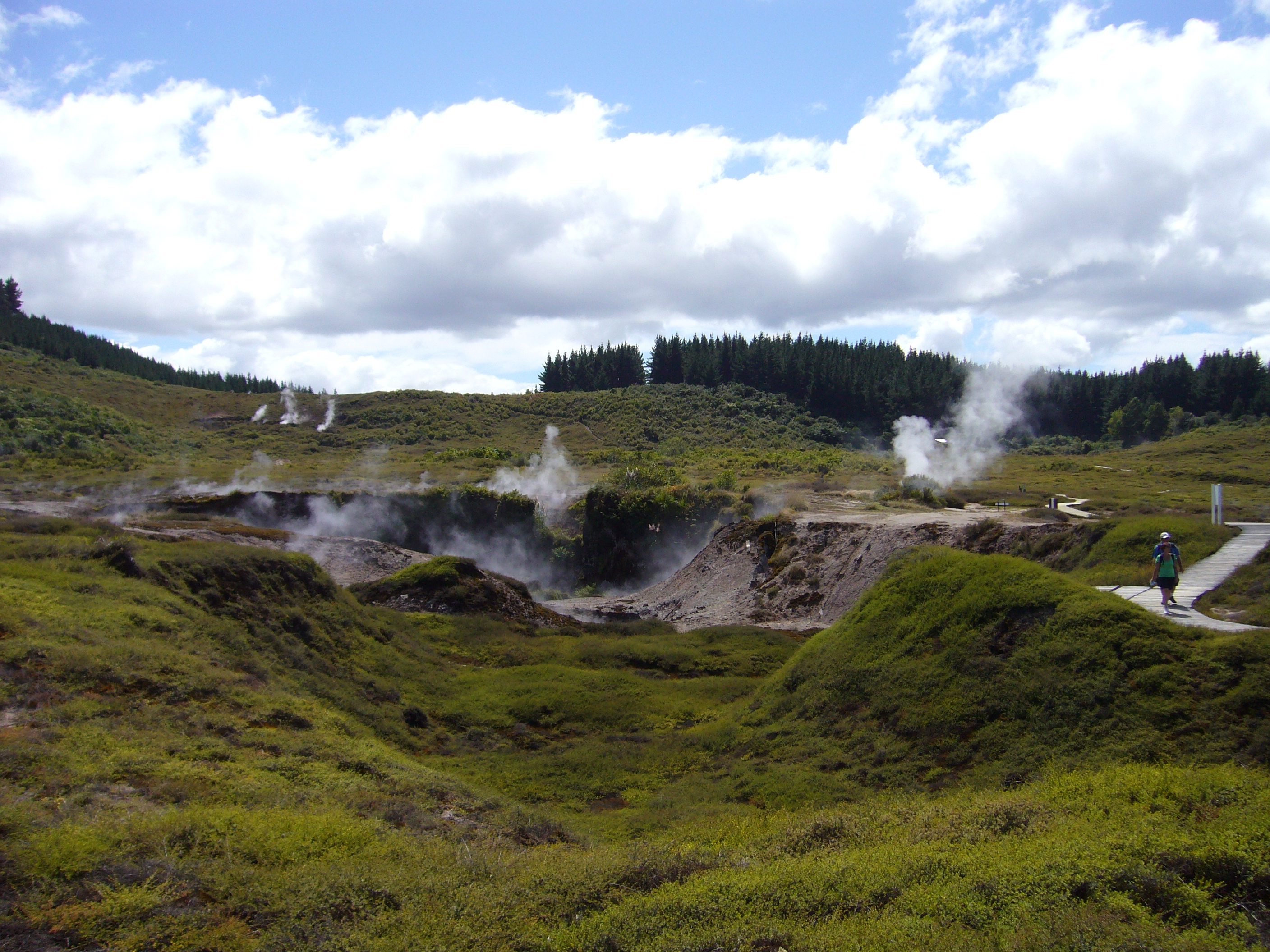
달분화구 지열지대

타우포 화산지대(The Taupo Volcanic Zone)는 뉴질랜드 북섬에서 아주 활발한 화산활동을 하는 지역이다. 뉴질랜드에서 가장 큰 칼데라 호수인 타우포 호수에서 이름을 따왔다.

## 활동
루아페후 산, 나우루호 산, 그리고 화이트 아일랜드 등 타우포의 지열 지대에는 자주 분출하는 수많은 화산 구멍이 있다. 유럽 이주민들이 도착한 이후 이 지역 최대의 분출은 1886년 타와웨라 산의 분출로 100명 이상이 사망한 사건이었다. 초기의 마오리족들은 더 거대한 화산분출이었던 기원전 1300년의 카하로아 분출(Kaharoa eruption)로 많은 영향을 받았다.
타우포 호수 최후의 분출은 하테페 분출로 기원전 181년에 일어났다. 당시 처음에는 호수가 비워졌으며, 화쇄암이 흘러서 약 2만 km2에 달하는 면적이 화산재로 뒤덮였다. 전체 약 120km3에 달하는 물질이 분출되었으며, 약 30km3 이상의 물질이 그 이후에 또 분출되었다고 예상된다. 이 활동의 시기에는 로마와 중국의 하늘(후한서에 기록되어 있다.)을 붉게 물들일 만큼 충분한 양이었다.
타우포는 26,500년 전 오루아누이 분출 때 약 1,170km3에 달하는 물질이 분출되었다. 이것은 지구상의 가장 최근의 분출로 화산폭발사상 가장 최대 규모였다.
로토루아 칼데라는 비록 용암 돔의 사출이 25,000년 전에 일어났지만, 24만년전 일어난 주요 분출 이후 더 오랫동안 휴화산으로 있어왔다.

## 범위
- 통가리로 국립공원
  - 통가리로산
  - 루아페후산
  - 나우루호에산
- 화이트 아일랜드(Whakaari / White Island) 활화산
- 로토루아 호수
  - 로토루아 칼데라
  - 모코이아 호수
  - 타라웨라산
- 타우포 호수
  - 타우하라산

## 같이 보기
- 달분화구 지열지대

## 갤러리

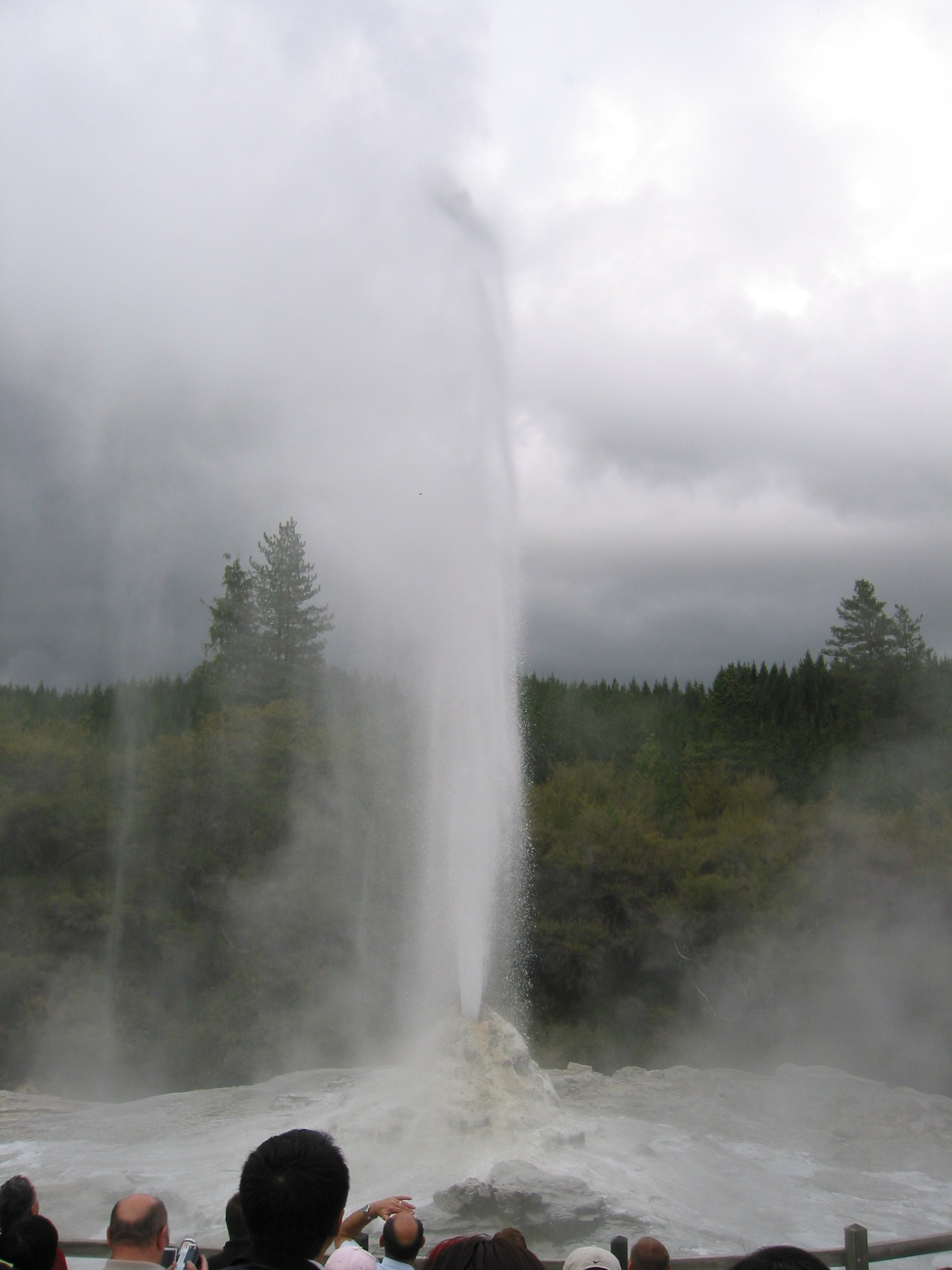
레이디 녹스 가이저, 와이오파푸 지열 지대
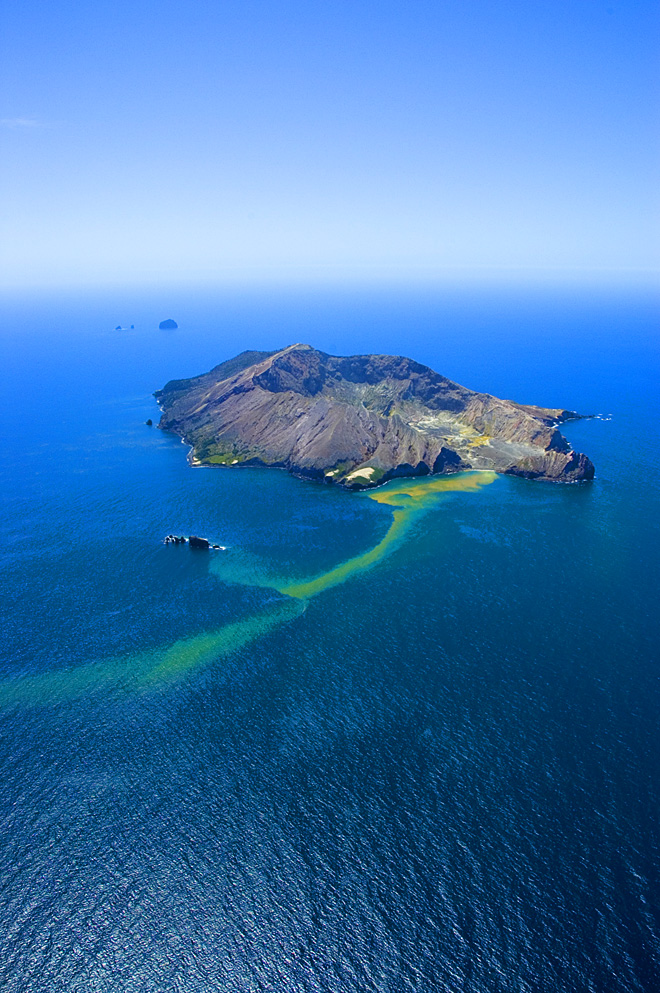
화이트 아일랜드